# Hersham and Walton Motors

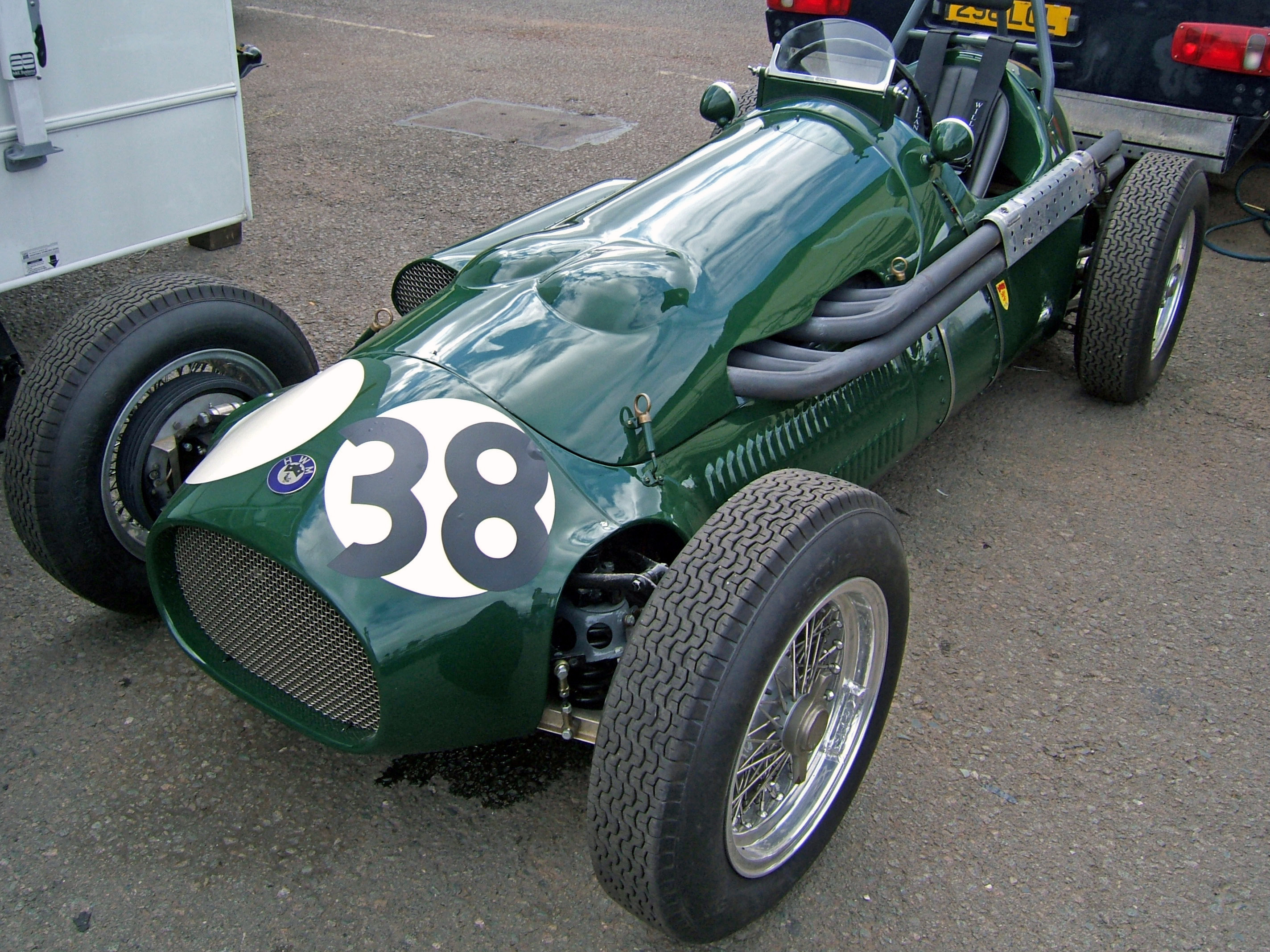
Un HWM de Fórmula 1 del 1952.

Hersham and Walton Motors o HWM va ser una empresa de fabricació de cotxes anglesa que va arribar a competir a la Fórmula 1.
HWM va competir a la Fórmula 1 des de la temporada 1951 fins a la de 1955.

## A la en Fórmula 1
| Any  | Pilot                 | nª de GPs |
| ---- | --------------------- | --------- |
| 1951 | George Abecassis      | 1         |
| 1951 | Stirling Moss         | 1         |
| 1952 | Lance Macklin         | 6         |
| 1952 | Peter Collins         | 5         |
| 1952 | Tony Gaze             | 4         |
| 1952 | Duncan Hamilton       | 2         |
| 1952 | Paul Frere            | 2         |
| 1952 | Dries van der Lof     | 1         |
| 1952 | George Abecassis      | 1         |
| 1952 | Johnny Claes          | 1         |
| 1952 | Roger Laurent         | 1         |
| 1952 | Stirling Moss         | 1         |
| 1952 | Yves Giraud Cabantous | 1         |
| 1953 | Lance Macklin         | 6         |
| 1953 | Peter Collins         | 4         |
| 1953 | Paul Frere            | 2         |
| 1953 | Yves Giraud Cabantous | 2         |
| 1953 | Albert Scherrer       | 1         |
| 1953 | Duncan Hamilton       | 1         |
| 1953 | Jack Fairman          | 1         |
| 1953 | John Fitch            | 1         |
| 1954 | Lance Macklin         | 1         |
| 1955 | Ted Whiteaway         | 1         |